# Alfred Lobinger
Alfred Lobinger (* 21. Mai 1894 in Polling, Oberbayern; † 5. Juni 1979 in Passau) war ein deutscher Spediteur und Kommunalpolitiker (CSU).

## Werdegang
Nach dem Besuch einer Volks- und Kaufmannsschule absolvierte Lobinger eine Lehre bei einem Münchener Speditionsunternehmen. Danach übte er eine kaufmännische Tätigkeit als Expedient bei der Passauer Filiale einer Spedition aus. Unterbrochen wurde diese Arbeit durch die Teilnahme am Ersten Weltkrieg. Um 1922 gründete Lobinger ein eigenes Speditionsunternehmen in Passau.
Während des „Dritten Reichs“ gewährte er mehreren Personen in seinem Unternehmen Unterschlupf, die in Konflikt mit dem NS-Regime geraten waren bzw. verhinderte beim lokalen Wehrkommando deren Einberufung zur Wehrmacht oder auch zur Zwangsarbeit.
Im Dezember 1945 war Lobinger Mitbegründer der CSU in Passau und wurde Vorsitzender des Ortsvereins. Die US-amerikanische Militärregierung holte ihn 1946 in den provisorischen Stadtrat, der ihn am 26. Juli 1946 zum Oberbürgermeister wählte. Differenzen mit den Amerikanern führten bereits am 7. August 1946 zu seiner Absetzung. Dem Stadtrat gehörte er noch bis 1953 an. Nach seinem Rückzug aus der offiziellen Politik bekleidete er noch von 1965 bis 1973 das Amt des Kirchenpflegers von St. Anton in Passau.
Alfred Lobinger verstarb am 5. Juni 1979. Einen politischen Nachruf erhielt er nur von Oberbürgermeister Emil Brichta.